# Баширов Марат Фаатович
Баширов Марат Фаатович (20 січня 1964 , Іжевськ ) — російський політтехнолог, з 4 липня по 20 серпня 2014 року — в. о. голови «Ради міністрів» терористичної організації «ЛНР».

## Життєпис

### Ранні роки
Народився 20 січня 1964 року в російському Іжевську в татарській сім'ї.

### Освіта
У 1986 р закінчив Іжевський механічний інститут за фахом «інженер конструктор-технолог радіоелектронної апаратури».
У 2008 р пройшов навчання в Академії народного господарства при Уряді РФ за програмою «Реформування та розвиток ЄЕС Росії».
У 2012 р закінчив факультет MBA «Зв'язки з державними органами (GR)» під керівництвом Голови Державної думи РФ С. Є. Наришкіна в Московському державному університеті ім. Ломоносова.

### Професійна діяльність
Починав трудову кар'єру в 1987 році, коли був призначений інструктором Жовтневого райкому ВЛКСМ.
У 1987 році направлений на службу в органи МВС міста Іжевська.
З 1994 року був помічником депутата Ради Федерації РФ, голови комітету з міжнародних справ В. Підопригори.
З 1997 року був генеральним директором компанії «Імідж-контакт 18» (входить до складу консалтингової групи «Імідж-контакт»).
З 2003 по 2004 рік працював заступником начальника управління громадських зв'язків, керівником прес-служби губернатора Нижегородської області.
У квітні 2004 був радником генерального директора ЗАТ «Ренова».
З травня 2005 року був керівником Дирекції регіональних проектів АНО «Інститут корпоративного розвитку» (Група компаній «Ренова»).
З 1 лютого 2008 року є старшим віце-президентом зі стратегічних комунікацій КЕС-Холдингу.
2011—2013 рр. — Директор по взаємодії з органами влади та стратегічних комунікацій ЗАТ «КЕС».
У 2010 році М. Баширов у ролі менеджера російської корпорації «Комплексні енергетичні системи» (КЕС), в інтересах «Газпрому», брав участь у «віджиманні» п'яти великих облгазів, які контролювала компанія «ГАЗЕКС-Україна». Завдання Баширова була в тому, щоб не тільки прибрати керівництво компанії, а й забезпечити перепродаж пакетів акцій облгазів «Реновою» «Газпрому».
Тоді український менеджмент «ГАЗЕКС-Україна» заблокував купівлю-продаж, чим фактично врятував «Харківгаз», «Харківміськгаз», «Криворіжгаз», «Дніпрогаз» та «Донецькміськгаз» від неминучого поглинання «Газпромом».

### Антиукраїнська діяльність
4 липня 2014 ватажок терористів з «ЛНР» Валерій Болотов призначив Баширова в.о. голови «Ради міністрів» «ЛНР». Останній, виконуючи вказівки з Росії, організовував структуру влади терористів «ЛНР», керував незаконними збройними формуваннями.
Баширов особисто давав вказівки вивезти в Росію цінне обладнання з МПО «Імпульс», ТОВ "НП «Зоря», Луганського патронного заводу. Під час перебування Баширова «прем'єром» «ЛНР» була здійснена спроба встановити оперативний контроль над ПрАТ «ЛиНІК», Попаснянським вагоноремонтним заводом, Стахановським феросплавним заводом і Первомайським електромеханічним заводом. Також, з «мандатами від Баширова» приїжджали «нові директори» на ряд шахт об'єднань «Свердловантрацит» і «Ровенькиантрацит» (мова йде про 9 шахт, що належать ДТЕК на Луганщині). За час «прем'єрства» Баширова від російської агресії загинуло понад 800 мирних жителів Луганської області.

## Санкції
У липні 2014 Баширов потрапив до списку санкцій Євросоюзу.
20 серпня 2014 повернувся до Росії. Пізніше у Фейсбуці він заявив, що слід завершувати війну, адже немає ресурсів.
У вересні 2015 р. прізвище Баширова фігурує у списку осіб, на яких поширюється дія українських санкцій.
У липні 2022 року Чорногорія заморозила майно Баширова у Будві, виконавши умови санкцій Євросоюзу.

## Нагороди
- найкращий фахівець із зв'язку з органами державної влади в електроенергетичній галузі в 2011 і 2012
- грамота подяки Міністра енергетики РФ за значний внесок у формування кадрового потенціалу паливно-енергетичного комплексу
- грамота подяки президента РФ Путіна[4].